# Ljudmila Gurejeva
Ljudmila Gurejeva, född 12 februari 1943 i Odessa, död 4 oktober 2017 i Moskva, var en sovjetisk volleybollspelare.
Gurejeva blev olympisk silvermedaljör i volleyboll vid sommarspelen 1964 i Tokyo.